# Sylvia Kekulé
Sylvia Kekulé  (* 1. November 1944 in Landshut) ist eine deutsche Schauspielerin, Kamerafrau und Autorin.

## Leben
Sylvia Kekulé wurde erstmals bekannt durch die 1969 entstandene, als APO-Produkt geltende Kriminalfilmsatire Rote Sonne, in der sie – unter der Regie von Rudolf Thome – zusammen mit Uschi Obermaier als Mitglied einer feministischen Killerkommune reihenweise Männer ermordet.
Nach der Geburt ihrer Tochter Franziska wirkte Kekulé über zwanzig Jahre lang als Kamerafrau, Animatorin und Scene Plannerin beim Zeichentrickfilm. 2009 veröffentlichte sie ihr erstes Buch, an das sich im Herbst 2010 eine Fotoausstellung über Woodstock anschloss. Ihre 1938 in Landshut geborene ältere Schwester Dagmar Kekulé, die mit Wolfgang Urchs und Norbert Kückelmann verheiratet war, ist die Mutter des Virologen Alexander Kekulé.

## Veröffentlichung
- Sylvia Kekulé: Die Woodstock-Story Entstehung eines Mythos 1854–1969. Alitera Verlag, München 2009, ISBN 978-3-86906-034-7.

## Filmografie
- 1969: Rote Sonne (Darstellerin)
- 1969/1970: Film oder Macht (Darstellerin)
- 1970: Mein schönes kurzes Leben – Regie: Klaus Lemke (Darstellerin)
- 1983: System ohne Schatten (Darstellerin)
- 1984: Dialog oder Ariadnes Klage (Kamera)
- 1985–1987: In der Arche ist der Wurm drin (Kamera, Spezialeffekte)
- 1987–1990: Peterchens Mondfahrt (Kamera)
- 1990–1994: Floris Zapp Zarapp – Bayerisches Fernsehen (Animation)
- 1997: Die furchtlosen Vier (Scene Planning)
- 1999: Tobias Totz und sein Löwe – Regie: Piet De Rycker, Thilo Graf Rothkirch (Scene Planning)
- 2001: Hilfe! Ich bin ein Fisch (Scene Planning)
- 2003: Till Eulenspiegel – Regie: Eberhard Junkersdorf (Scene Planning)